# Lowzow
von Lowzow er en uradelsslægt fra Mecklenburg, der blev naturaliseret som dansk adel 30. juli 1777.

## Våben
Slægten fører i sit våben en halv rød hjort i sølv felt og samme mærke på hjelmen.

## Historie
Af denne slægt kom kammerjunker Christoph Friedrich von Lowzow (død 1716) til Danmark med Louise af Mecklenburg, Frederik 4.s gemalinde, og blev senere major. Han var fader til generalmajor Ehler Ditlev von Lowzow (1711-1785), der 30. juli 1777 naturaliseredes som dansk adelsmand. Slægten delte sig i en dansk og en norsk linje med sidstnævntes sønner, marskal hos Arveprins Frederik, gehejmekonferensråd og hvid ridder Adam Gottlob von Lowzow (1750-1816) og kommanderende general i Bergens Stift Christoph Frederik Peter Theodor von Lowzow (1752-1829), som udmærkede sig under krigen 1808. Marskallens ældste søn, gehejmekonferensråd, kammerherre Frederik von Lowzow (1788-1869), blev 1813 konstitueret amtmand over Grevskabet Laurvig, men måtte to år efter forlade Norge, da han ikke ville aflægge ed til den ny konge. Han var senere stiftamtmand i Sjællands Stift, direktør for Generaltoldkammeret og endelig, 1843-56, justitiarius i Højesteret, i hvilke stillinger han lagde stor dygtighed og iver for dagen. Til den norske linje hørte generalmajor Haakon Ditlef von Lowsow (1854-1915).
Marie Antoinette von Lowzow (1899-1985), født komtesse Bille-Brahe-Selby, var forkvinde for Danske Kvinders Beredskab og medlem af Folketinget for Det Konservative Folkeparti, og hendes sønner Lennart von Lowzow (født 1927) og Oluf Krieger von Lowzow (født 1931) fandt samme politiske løbebane som folketingsmedlemmer. Marie Antoinette von Lowzow var frimurer i en særlig frimurerloge, der optog kvinder, og hun udgav en række bøger om frimureri. Lennart von Lowzows søn, Torben von Lowzow, er bankmand og bestyrelsesformand for bl.a. Herlufsholm. 